# Cravant, Yonne
Cravant là một xã của Pháp,tọa lạc ở tỉnh Yonne trong vùng Bourgogne. Người dân ở đây trong tiếng Pháp gọi là Cravantais.
Cravant có cự ly cách Paris khoảng 180 km và cách Auxerre 18 km về phía nam.

## Hành chính
| Danh sách các thị trưởng |           |                    |      |         |
| Giai đoạn                | Giai đoạn | Tên                | Đảng | Tư cách |
| 1995                     | 2001      | FRANCK Jean-Pierre |      |         |
| 2001                     | 2008      | FRANCK Jean-Pierre |      |         |
| 2008                     |           | FRANCK Jean-Pierre |      |         |

## Thông tin nhân khẩu
| Năm | 1962 | 1968 | 1975 | 1982 | 1990 | 1999 |
| --- | ---- | ---- | ---- | ---- | ---- | ---- |
| Dân số | 747  | 755  | 748  | 756  | 794  | 824  |
| From the year 1962 on: No double counting—residents of multiple communes (e.g. students and military personnel) are counted only once. |      |      |      |      |      |      |